# Jan Maxmilián Ondřej z Thun-Hohensteinu
Jan Maxmilián Ondřej z Thunu-Hohenštejna (německy Johann Maximilian Andreas Graf von Thun und Hohenstein, 1. prosince 1673 – 25. března 1701) byl česko-rakouský šlechtic, hrabě z české linie Thun-Hohensteinů.

## Život
Narodil se jako nejstarší syn diplomata Maxmiliána hraběte z Thunu-Hohenštejna (19. srpna 1638 – 7. srpna 1701) a jeho první manželky, hraběnky Marie Františky Emerencie z Lodronu († 12. května 1679), dcery hraběte Kryštofa z Lodronu (1588 – 1660) a hraběnky Kateřiny ze Spauru a Flavonu (1603–1676).
Byl starším nevlastním bratrem Jana Františka Josefa (1686–1720) a Jana Arnošta Josefa (1694–1717).
Hrabě Jan Maxmilián Ondřej z Thunu-Hohenštejna zemřel ve věku 27 let 25. března 1701, těsně před svým otcem.

## Rodina
Jan Maxmilián Ondřej byl ženatý s hraběnkou Marií Terezií ze Šternberka (* 1671), dcerou hraběte Oldřicha Adolfa Vratislava ze Šternberka († 1703) a hraběnky Anny Lucie Slavatové z Chlumu a Košumberka (1637–1703). Měli jednu dceru:
- Marie Anna z Thunu-Hohenštejna (27. září 1698 – 23. února 1716, Vídeň), 3. února 1716 se v Hofburgu provdala za lichtenštejnského knížete Josefa Jana Adama (27. května 1690, Vídeň – 17. prosince 1732, Valtice), syna knížete Antonína Floriana z Lichtenštejna (1656–1721) a jeho manželky hraběnky Eleonory Barbory z Thunu-Hohenštejna (1661–1723).